# Pseudonapomyza kyzylkumica
Pseudonapomyza kyzylkumica är en tvåvingeart som beskrevs av Zlobin 2002. Pseudonapomyza kyzylkumica ingår i släktet Pseudonapomyza och familjen minerarflugor.
Artens utbredningsområde är Uzbekistan. Inga underarter finns listade i Catalogue of Life.